# ロジスティクス・パートナー
株式会社ロジスティクス・パートナー（英文社名：Logistics Partner inc. ）は、物流および流通分野における企業間取引 (BtoB) に関するニュースサイト運営による情報発信、企画・宣伝・コンサルティング事業および広告代理業、出版事業などを営む日本の企業。ロジスティクス、サプライチェーン・マネジメント (SCM) に関する情報提供・イベント企画・システム構築などの事業を行っている。
本項では、分離子会社である株式会社流通ニュース（りゅうつうニュース）と同社が運営するニュースサイト「流通ニュース」および、株式会社物流ニュース（ぶつりゅうニュース）と同社が運営する「物流ニュース L NEWS」「トラックニュース」についてもまとめて記述する。

## 概要
1998年に会社を設立し、2001年6月1日に物流に関するニュースサイト「物流ニュース L NEWS」を開設。2008年9月には流通に関するニュースサイト「流通ニュース」を開設し、物流業に加えて卸売・小売業に関する情報提供を開始した。
2018年4月2日付で株式会社ロジスティクス・パートナーの100％出資により、完全子会社の株式会社流通ニュースを設立し、流通分野のニュースサイト「流通ニュース」の運営部門を分社化した。
さらに2022年2月8日付で株式会社ロジスティクス・パートナーの100％出資により、完全子会社の株式会社物流ニュースを設立し、物流分野のニュースサイト「物流ニュース L NEWS」および、運輸業界向けニュースサイト「トラックニュース」の運営部門を分社化した。
株式会社ロジスティクス・パートナーと、子会社の株式会社流通ニュース、株式会社物流ニュースの3社は、本社を同一位置に置く。
また株式会社ロジスティクス・パートナーは、2018年3月までは神奈川県横浜市港南区に本社を置いていたが、東京都港区浜松町へ本社を移転し、翌4月に同位置に株式会社流通ニュースを設立。2021年に両社が東京都中央区日本橋小舟町へ移転後、、株式会社流通ニュースを設立している。そして翌2022年12月12日、3社とも本社を現在地の東京都中央区八丁堀へ移転した。このため3社の本社所在地は同一であるが、本社移転と子会社設立を繰り返したため、会社設立の地はそれぞれ異なることになる。

## 沿革
- 1998年8月21日 - 株式会社ロジスティクス・パートナーを設立[1][3][5]。
- 2000年10月 - 同月11日・12日開催の全日本トラック協会シンポジウムの企画運営・事務局代行を手掛ける[1]。
- 2001年6月1日 - ニュースサイト「L NEWS」を開設[1][3][5]（現「物流ニュース L NEWS」）。
- 2002年
  - 「L NEWS」を商標登録（登録番号第4606620号）[3]。
  - 11月 - 同月27日・28日開催の「引越フェスティバル」企画運営を手掛ける[1]。
- 2004年7月2日 - 株式会社ロジスティクス・パートナーが本社を移転[1]。
- 2006年8月 - 物流施設・空き倉庫の情報サイト「物流BIZ」を開設（のち休止）[1]。
- 2008年9月 - ニュースサイト「流通ニュース」を開設[1][3][5]。
- 2012年
  - 6月 - 食品・日用品・雑貨・化粧品分野のニュースサイトとして「メーカーニュース」を開設[1][5]。
  - 9月 - 「流通ニュース」を商標登録（登録番号第5515144号）[5]。
- 2017年10月 - 「メーカーニュース」を「流通ニュース」へ統合する[1][5]。
- 2018年
  - 3月12日 - 株式会社ロジスティクス・パートナーが本社を移転[1][5]。神奈川県横浜市港南区日限山4丁目7番9号から、東京都港区浜松町2丁目11番16号（ユーワビル6階）へ移転する[2]。
  - 4月2日 - 子会社として株式会社流通ニュースを設立[5]、ニュースサイト「流通ニュース」の運営部門を分社化する[1][5]。
  - 6月1日 - 株式会社ロジスティクス・パートナーが運営してきた「流通ニュース」の運営業務を、株式会社流通ニュースへ移管[5]。
- 2021年1月12日 - 株式会社ロジスティクス・パートナー、株式会社流通ニュースが本社を移転[1][5]。東京都港区浜松町2丁目11番16号（ユーワビル6階）から、東京都中央区日本橋小舟町8番6号（H10日本橋小舟町401号）へ移転する[2][6]。
- 2022年
  - 2月8日 - 子会社として株式会社物流ニュースを設立[3]、ニュースサイト「物流ニュース」「トラックニュース」の運営部門を分社化する[1][3]。
  - 6月1日 - 株式会社ロジスティクス・パートナーが運営してきた「物流ニュース L NEWS」の運営業務を、株式会社流通ニュースへ移管[3]。
  - 12月12日 - 株式会社ロジスティクス・パートナー、株式会社流通ニュース、株式会社物流ニュースが本社を移転[1][3][5][7]。東京都中央区日本橋小舟町8番6号（H10日本橋小舟町401号）から、同区八丁堀3丁目の現在地へ移転する[2][4][6]。

## ニュースサイト
いずれのニュースサイトも、ウェブサイトでの情報発信だけでなく、メールマガジンの発行も行っている。

### 物流ニュース L NEWS
物流およびロジスティクス、サプライチェーン・マネジメント (SCM) に関する情報提供を行うニュースサイト。2001年6月1日に「L NEWS」として開設。
創業以来、株式会社ロジスティクス・パートナーが運営してきたが、2022年2月8日に株式会社物流ニュースを分社化し、同年6月1日に「物流ニュース L NEWS」の運営業務を、株式会社流通ニュースへ移管した。

### トラックニュース
株式会社物流ニュースが運営する、運輸業界の中でもトラック分野を専門とするニュースサイト。運輸業としてのトラック業界に関する話題のほか、商用車・大型自動車を中心に自動車業界の動向についても扱う。

### 流通ニュース
流通全般および卸売・小売業、食品や日用品などのメーカーなどに関する情報提供を行うニュースサイト。2008年9月を開設。2012年6月開設のニュースサイト「メーカーニュース」を2017年10月に統合し、メーカーの動向についても扱うようになった。スーパーマーケットや百貨店、ショッピングセンターなど商業施設に関するニュースは特に詳しい。
創業以来、株式会社ロジスティクス・パートナーが運営してきたが、2018年4月2日に株式会社流通ニュースを分社化し、同年6月1日に「流通ニュース」の運営業務を、株式会社流通ニュースへ移管した。